# Бебензе
Бебензе (њем. Bebensee) општина је у њемачкој савезној држави Шлезвиг-Холштајн. Једно је од 95 општинских средишта округа Зегеберг. Према процјени из 2010. у општини је живјело 603 становника. Посједује регионалну шифру (AGS) 1060008.

## Географски и демографски подаци
Бебензе се налази у савезној држави Шлезвиг-Холштајн у округу Зегеберг. Општина се налази на надморској висини од 29 метара. Површина општине износи 6,7 km². У самом мјесту је, према процјени из 2010. године, живјело 603 становника. Просјечна густина становништва износи 90 становника/km².